# ماریسا تراورسی
ماریسا تراورسی (ایتالیایی: Marisa Traversi؛ ‏۶ اوت ۱۹۳۴–۱۵ مارس ۲۰۲۳) بازیگر اهل ایتالیا بود.
وی در تابستان سال ۱۹۷۲ در حالی که با فیات ۵۰۰ خود بین شهرهای فِـرِجنه و رم در حال تردد بود، دچار یک تصادف شدید رانندگی شد. خودرو که دچار نقص فنی بود واژگون گردید و به سمت دیگر جاده رفت و با خودروهای آن سو برخورد کرد. ماریسا تراورسی در شرایط وخیم به بیمارستان منتقل شد، اما پس از یک سری عمل‌های جراحی سخت و طولانی، زنده ماند و سرانجام بهبود یافت. در جریان همین وقایع بود که او با پروفسور نیکولا پوئیا که بخشی از تیم پزشکی معالجش بود و بعدها شریک زندگی او شد، ملاقات کرد..

## گزیدهٔ فیلم‌شناسی
- دوستان من (۱۹۷۵)
- اینگرید فاحشه خیابانی (۱۹۷۳)
- قصه‌های ممنوعه… دربارهٔ برهنگی (۱۹۷۲)
- آرتینو و استدلال‌هایش در مورد روسپی‌های درباری، زنان شوهردار و… مردان بی‌غیرت (۱۹۷۲)
- گل آفتابگردان (۱۹۷۰)
- پزشک بیمه سلامت (۱۹۶۸)
- ارواح مردگان (۱۹۶۸)